# 81号型特務艇
81号型特務艇（英語: ASU-81 class target support crafts）は、海上自衛隊が運用していた特務艇の艦級。昭和42年度計画から昭和47年度計画にかけて5隻が建造された。当初は支援船（特務雑船）として就役したが、外洋での行動が多く、また救難活動に備えて待機義務があることから、1977年4月18日、種別変更により自衛艦籍（特務艇）となった。訓練標的の曳航や訓練弾の回収などに活躍し、2002年10月に最後の艇が除籍された。除籍艇のうち1隻は、海上自衛隊第1術科学校の岸壁に係留され、船舶型訓練機材として利用されている。

## 設計
船体は、中型掃海艇（MSC）と同様の船首楼型・角型船型とされており、外見上も煙突の有無を除いてよく似ているが、これは設計担当者が同じであったためといわれている。設計はJG鋼船規則に準拠しており、また艤装品の大部分は一般舶用品であった。主機関としては、赤阪鐵工所の直列3気筒機関であるUHS27/42中速ディーゼルエンジンが採用された。
艦中部にはデリックを設けており、力量2トンのブーム2本を備えている。後甲板には、これによって回収したHSS-2ヘリコプター1機を搭載できるようになっていた。ただしヘリコプターの回収は現実的ではなく、最終艇である85号では力量2トンの油圧クレーンに変更された。また82・83号はKD2R-5低速標的機の運用能力を備えており（6機搭載可能）、対空射撃訓練の支援が可能とされた。また艦隊訓練海域までの標的の曳航も行っており、陸岸曳引力は12.3トンである。
レーダーとしてはOPS-10を搭載したが、84号はOPS-29、85号はOPS-19とされた。艦橋構造物上には放水銃2基が設置されている。搭載艇としては、6メートル・カッターを煙突脇の右舷に搭載していた。

## 同型艦
| #                  | 艦名       | 建造所       | 起工           | 進水           | 竣工          | 所属                           | 除籍           |
| ------------------ | ---------- | ------------ | -------------- | -------------- | ------------- | ------------------------------ | -------------- |
| ASU-81 （YAS-101） | 特務艇81号 | 佐世保重工業 | 1967年10月21日 | 1968年1月18日  | 1968年3月30日 | 鹿屋航空基地隊 →佐世保警備隊   | 1997年10月27日 |
| ASU-82 （YAS-102） | 特務艇82号 | 佐世保重工業 | 1968年9月25日  | 1968年12月20日 | 1969年3月31日 | 八戸航空基地隊 →大湊警備隊     | 1998年8月14日  |
| ASU-83 （YAS-103） | 特務艇83号 | 佐世保重工業 | 1971年4月2日   | 1971年5月24日  | 1971年9月30日 | 館山航空基地隊 →横須賀警備隊   | 2001年6月15日  |
| ASU-84 （YAS-104） | 特務艇84号 | 臼杵鉄工所   | 1972年2月4日   | 1972年6月7日   | 1972年9月13日 | 由良基地分遣隊 →佐伯基地分遣隊 | 2001年9月14日  |
| ASU-85 （YAS-105） | 特務艇85号 | 臼杵鉄工所   | 1973年2月20日  | 1973年7月16日  | 1973年9月19日 | 父島基地分遣隊                 | 2002年10月30日 |